# Doce cascabeles
Doce cascabeles es un popular tonadilla española publicado por primera vez en 1952 y compuesta por los maestros Freire, Solano y Cabello.

## Descripción
Estrenada por el cantante Tomás de Antequera en 1952, la versión posiblemente más popular es la del niño Joselito, que la interpreta en su película Escucha mi canción (1958). También fue interpretado por  Antonio Amaya (1952), Luis Mariano  (1954), Los Churumbeles de España (con Juan Legido como vocalista), Angelillo (1962), Emilio El Moro (1966), Mikaela (1969) y Manolo Escobar (1976).
Finalmente, fue versionada por Soledad Mallol en el talent show Tu cara me suena, imitando a Joselito (2015).
El sencillo fue el más vendido en las listas de éxitos de España en el año 1953.